# Катарина Томашевић (рукометашица)
Катарина Томашевић (6. фебруар 1984, Београд) је рукометна репрезентативка Србије. Игра на позицији голмана. Са рукометном репрезентацијом Србије освојила је сребрну медаљу на Светском првенству 2013. и четврто место на Европском првенству 2012. Због сјајних одбрана за репрезентацију добила је надимак Министарка одбране.